# 高峰三枝子ゴールデンスターショー
『高峰三枝子ゴールデンスターショー』（たかみねみえこゴールデンスターショー）は、1977年7月15日から同年9月30日まで東京12チャンネル（現・テレビ東京）で毎週金曜 20:00 - 20:54 (JST) に放送された歌謡番組である。全12回。高峰三枝子の冠番組。

## 概要
前番組『あの人にもう一度』の終了後から同年秋の改編までのつなぎ番組として放送された歌謡番組で、同番組から引き続き高峰が司会を務めた。番組は毎回多彩なトップスターたちをゲストに迎えていた。

## 出演ゲスト
1. 森繁久彌、都はるみ、キャンディーズほか
2. 菅原文太、愛川欽也、八代亜紀ほか
3. 五木ひろし、水前寺清子、三遊亭円右ほか
4. 三波伸介、内山田洋とクール・ファイブほか
5. 森田公一とトップギャランほか
6. 森進一、ディック・ミネほか
7. 初代引田天功、布施明ほか
8. かまやつひろしほか
9. 小柳ルミ子ほか
10. 雪村いづみ、朝比奈マリア、岩崎宏美、尾崎紀世彦ほか
11. 北島三郎ほか
12. 沢田研二ほか